# Peugeot Tipo 1
O Peugeot Tipo 1, ou Peugeot 1, é a nomenclatura não oficial do primeiro veículo, no caso um triciclo, fabricado por Armand Peugeot, fundador da Peugeot em 1889.
O nome Triciclo Serpollet é utilizado de forma corriqueira para identificar esse modelo de veículo.

## Histórico
O Triciclo Serpollet foi um dos primeiros veículos a motor a serem fabricados industrialmente. Ele foi projetado por Léon Serpollet, e apresentado pela primeira vez em 1886.
Em 1889, Armand Peugeot expôs quatro protótipos desses triciclos, equipados com uma caldeira a vapor, sob a denominação de Peugeot Tipo 1, no estande da Peugeot na Expo Mundial de 1889.
Foi nesse evento que Armand Peugeot tomou conhecimento da extraordinária invenção de Gottlieb Daimler: o motor à explosão utilizando gasolina. Ao final do evento, Armand já havia estabelecido parcerias com Daimler e com a Panhard & Levassor para a construção de um veículo de quatro rodas, baseado em uma carruagem, que viria a ser o Peugeot Tipo 2, seguido um ano depois pelo Peugeot Tipo 3 nos quais passageiros e motorista ficavam frente a frente (como numa charrete). Esse foi o início do  império automobilístico de Armand.

## Características
O triciclo original de Serpollet, possuía uma caldeira geradora de vapor alimentada a óleo e um motor monocilíndrico com válvulas e um virabrequim. O triciclo a vapor de 1899, com seus quatro cilindros, produzia cerca de 5 hp, atingindo a velocidade máxima de 25 km/h.